# Dataverwerking (chemometrie)
Dataverwerking, gegevensverwerking of datapreprocessing is de algemene term voor een reeks wiskundige algoritmen om ruwe gegevens (data) te verwerken tot bruikbare informatie.
Dergelijke multivariate statistische technieken worden vaak gebruikt voor de verwerking van chemometrische gegevens zoals spectra. Technieken voor gegevensverwerking worden toegepast om de voorspellende kracht van een wiskundig model van de meetgegevens te verbeteren. Hierdoor kunnen de onderzochte gegevens van een systeem beter voorspeld worden. Bovendien verbetert door preprocessing de stabiliteit van het wiskundige model door de afhankelijkheid van vreemde factoren, zoals onzuiverheden, temperatuurveranderingen of de instabiliteit van het meettoestel, te verminderen. Dit is nodig omdat deze factoren voor ruis in de gegevens zorgen. Men noemt dergelijke irrelevante veranderingen in de meetgegevens ook interferentie. Interferentie zorgt ervoor dat meer latente variabelen (of regressiecoëfficiënten) nodig zijn voor een degelijke beschrijving van het systeem. De interpretatie van PLS- of PCR-coëfficiënten wordt bemoeilijkt, terwijl de fout in de voorspelling toeneemt. Preprocessing van de spectrale data wordt toegepast om interferentie te verminderen of te verwijderen.

## Veelgebruikte preprocessingtechnieken in de spectroscopie
- Autoschaling
- Normalisatie
- Savitsky-Golay
- SNV